# 미야기 마이
미야기 마이(일본어: 宮城 舞, 1988년 2월 19일 ~ )는 일본의 모델이다.